# Вулиця Таджицька (Львів)
Ву́лиця Таджицька — вулиця у Личаківському районі міста Львова, в місцевості Майорівка. Починається від вулиці Пасічної та закінчується пішохідною стежкою, яка прямує до Винниківського лісопарку.

## Історія та назва
Вулиця прокладена на початку 1960-х років та 1961 року отримала назву — вулиця Пасічна бічна І. Сучасна назва — вулиця Таджицька походить від 1962 року і названа так на честь Таджицької РСР (нині — Республіка Таджикистан).

## Забудова
У забудові вулиці Таджицької присутній дво- та чотириповерховий радянський конструктивізм 1950—1960-х років, а також присутня сучасна індивідуальна та багатоповерхова забудова. Пам'ятки архітектури національного та місцевого значення відсутні. Забудова вулиці межує з Винниківським лісопарком.
№ 1а — двоповерхова вілла, зведена за проєктом архітектора Neykov Alersandeer, Austria; адаптація Следзь Володимир[джерело?].
№ 4 — в будівлі міститься Львівська міжобласна філія Державного спеціалізованого підприємства «Об'єднання „Радон“» (індивідуальний дозиметричний контроль зовнішнього та внутрішнього опромінення персоналу на спецпідприємствах об'єднання, надають організаційно-методичну та технічну допомогу службам радіаційної безпеки і спецпідприємств, беруть участь у ліквідації радіаційних аварій).
№ 6 — гаражний кооператив «Пасічник».
№ 17 — чотириповерховий житловий будинок зведений у 1960-х роках.
№ 19 — чотириповерховий будинок зведений у 1962 році як студентський гуртожиток № 2 Львівського державного інституту фізичної культури, розрахований на 250 місць. У 1991—1996 роках в гуртожиток заселили працівників Львівського державного університету імені Івана Франка, аспірантів та 8 сімей, з якими у 2010 році було підписано угоду, згідно з якою вони мали право проживати в гуртожитку до 31 серпня 2011 року. 
№ 21, 23 — комплекс будівель, збудований на початку 1970-х років для Львівського державного комунального дитячого будинку № 1 для дітей-сиріт, дітей без батьківського піклування. Нині в будівлі міститься заклад дошкільної освіти № 5 Львівської міської ради. 1 листопада 2019 року, рішенням виконкому ЛМР «Про Центр підтримки дітей при закладі дошкільної освіти № 5 Львівської міської ради», Львівський дитячий будинок № 1 був реорганізований в Центр підтримки дітей при закладі дошкільної освіти № 5 Львівської міської ради, в якому нині виховується 17 дітей віком 3—6 років. Тут також міститься інклюзивно-ресурсний центр Личаківського району міста Львова.